# Gibiteria

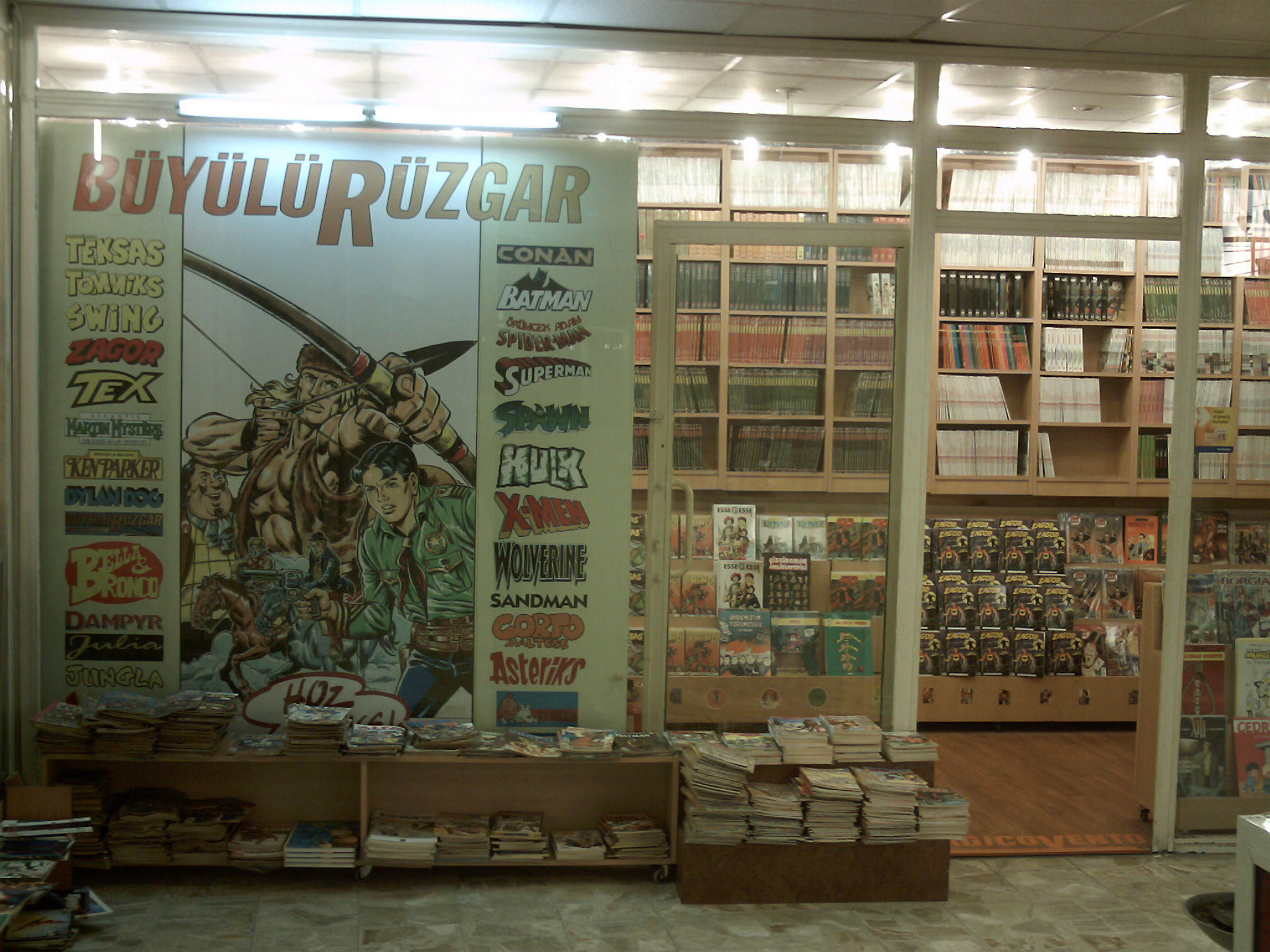
Exemplo de gibiteria em Istambul na Turquia.

Gibiteria, comic shop ou comic store é um tipo de livraria especializada em histórias em quadrinhos.
Nas cidades, por vezes revistas em quadrinhos usadas (antigos ou não) são vendidos em sebos (alfarrabista em Portugal), feiras, barracas, mercado de pulgas, etc.
É relativamente recente o uso do vocábulo. Esse tipo de loja começou a surgir com o crescimento do mercado de gibis no Brasil. Muitos desses estabelecimentos também vendem RPGs de mesa e jogos de cartas colecionáveis.
Já o termo gibiteca ou bedeteca (em Portugal) seria uma espécie de biblioteca só que para gibis, hqs. Ou seja uma coleção de gibis (de preferência com um acervo significativo e variado) para serem lidos e apreciados.

## Histórico
Antes da década de 1970, a maioria dos quadrinhos era encontrada em bancas de jornais, supermercados, farmácias, lojas de conveniência e brinquedos. Várias lojas especializadas em histórias em quadrinhos surgiram no final dos anos 1960, publicando edições antigas e adquirindo novos lançamentos dos distribuidores de bancas e dos novos quadrinhos de contracultura, os chamados underground comix. A mais antiga loja especializada em histórias em quadrinhos da América do Norte (ou mundialmente) é a canadense Viking Bookshop, criada em Toronto por "Captain George" Henderson em 1966, um ano depois renomeada como Memory Lane Books. quando se mudou para outras instalações da cidade. A mais antiga loja de quadrinhos dos Estados Unidos foi a San Francisco Comic Book Company de Gary Arlington, fundada em abril de 1968 na cidade homônima. Também em 1968, surge a holandesa Lambiek. Nos anos 70, o desenvolvimento do mercado direto permitiu o surgimento de diversas lojas especializadas.